# منتخب الدنمارك لكرة السلة للسيدات
منتخب الدنمارك الوطني لكرة السلة للسيدات (بالدنماركية: Danmarks basketballlandshold) هو ممثل الدنمارك الرسمي في المنافسات الدولية في كرة السلة للسيدات.